# Fotografia post mortem

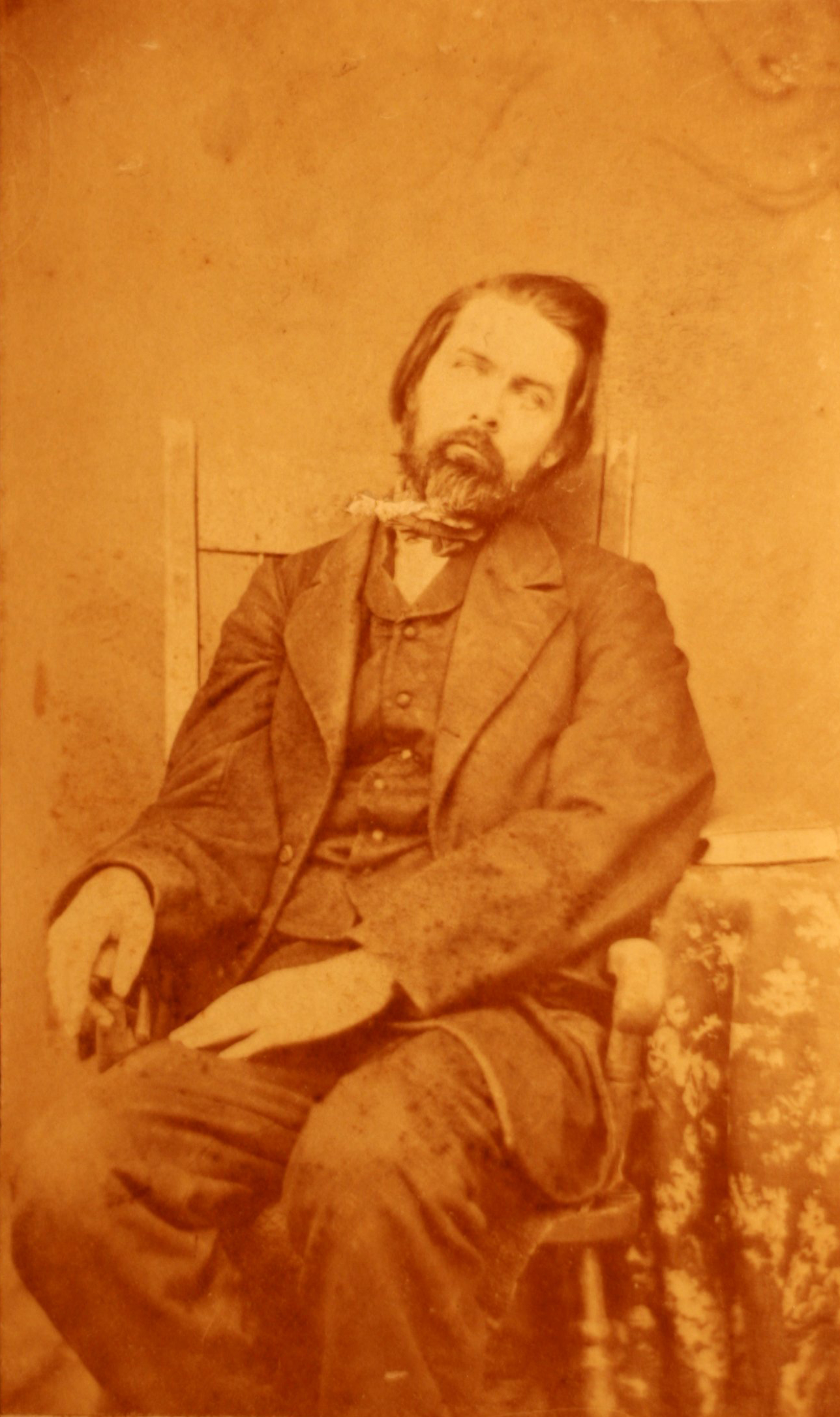
La fotografia post mortem di un uomo di mezza età. Il corpo è sistemato in modo da apparire vivo (1860 ca).

La fotografia post mortem è una pratica fotografica sviluppatasi nell'epoca vittoriana e caduta in disuso attorno agli anni quaranta del Novecento.

## Storia

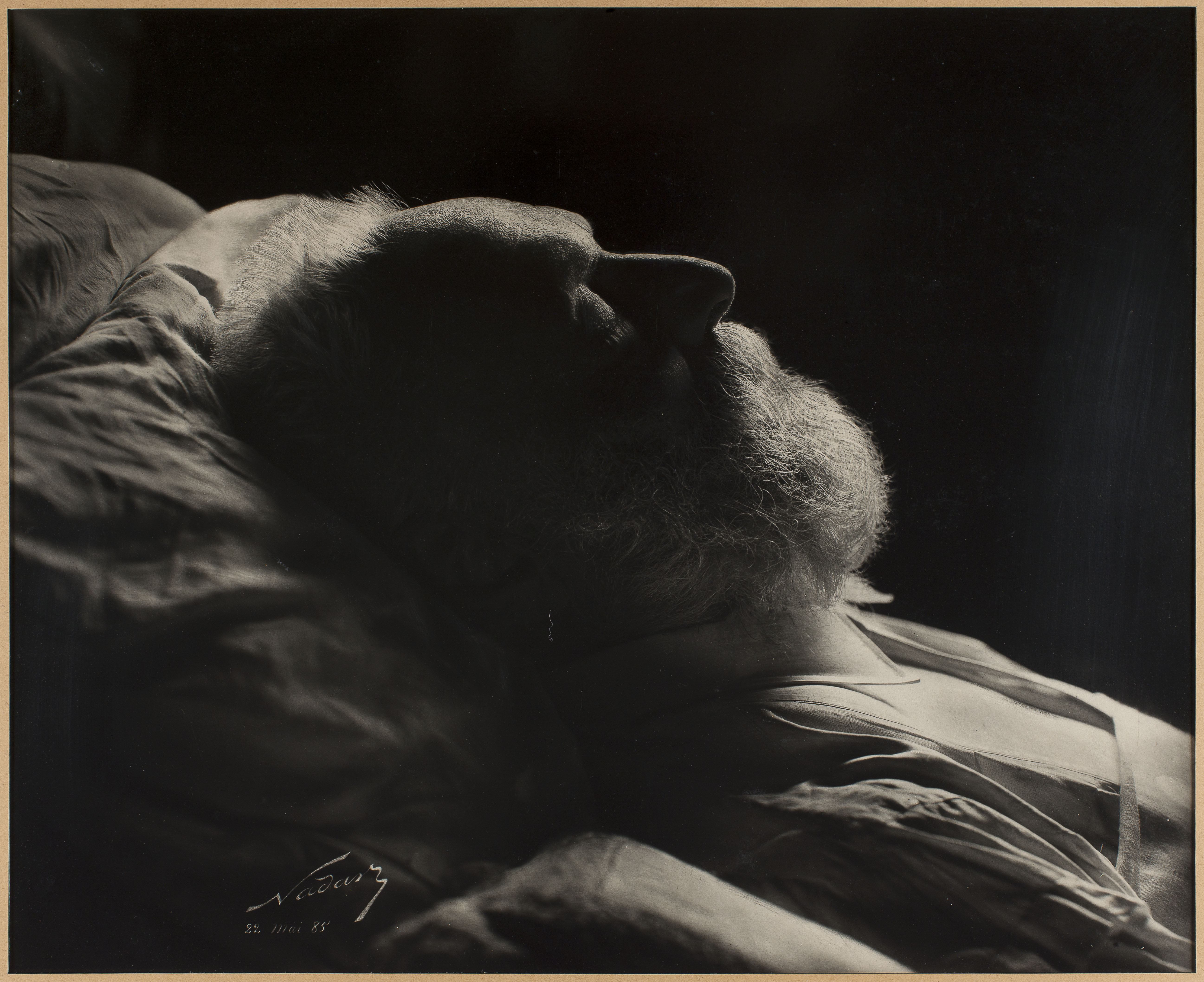
Victor Hugo, 1885, Nadar

Prima dell'invenzione della dagherrotipia nel 1839, l'unico modo per tramandare la propria immagine era farsi fare un ritratto e moltissima gente non poteva permetterselo dati i costi elevati. I primi dipinti che raffigurano, per esempio, bambini morti in tenera età, compaiono tra il XVI e XVII secolo nell'Europa del Nord (Inghilterra) e in Spagna. Il ritratto post mortem era perciò una prerogativa delle classi più abbienti o addirittura degli artisti stessi: personalità come Luca Signorelli, Monet, Ensor, Picasso, Gauguin hanno elaborato il lutto facendo l'ultimo ritratto della moglie di un amico o di un bambino a loro caro. 
Dopo l'avvento della fotografia la gente iniziò a farsi fotografare assieme ai defunti per avere un ricordo indelebile di essi. Gli studi fotografici dell'epoca si organizzarono di conseguenza, organizzando le pose delle foto post mortem sia a casa del defunto, sia presso il loro studio.
Le foto post mortem furono particolarmente in voga nell'epoca vittoriana, ove il tasso di mortalità infantile era molto elevato e non di rado le fotografie post mortem erano l'unica foto che i genitori avevano dei loro figli.
Questo aspetto spiegherebbe perché i soggetti siano per lo più ritratti come se ancora fossero in vita; con gli occhi aperti, o così dipinti, o addirittura impegnati in piccole attività quotidiane.
Tuttavia, l'abbondanza di fotografie post mortem che ritraggono soggetti di cui si conservano numerosi altri scatti (ottenuti quando questi erano in vita), non permette di affrettare conclusioni. Alcuni recenti studi tendono a dimostrare che l'usanza vada ricondotta a più antiche e radicate pratiche di tanatometamorfosi (trattamento delle spoglie). In questo caso, esse rappresenterebbero una sorta di mummificazione visiva, dove la sembianza di vita sia resa necessaria per esprimere lo stato di salute dello spirito del defunto.
La successiva invenzione delle carte de visite, cioè delle foto ritratto che consentivano di stampare più copie da un unico negativo, permise che le immagini fossero inviate ai parenti in ricordo dei defunti.

## L'evoluzione dello stile

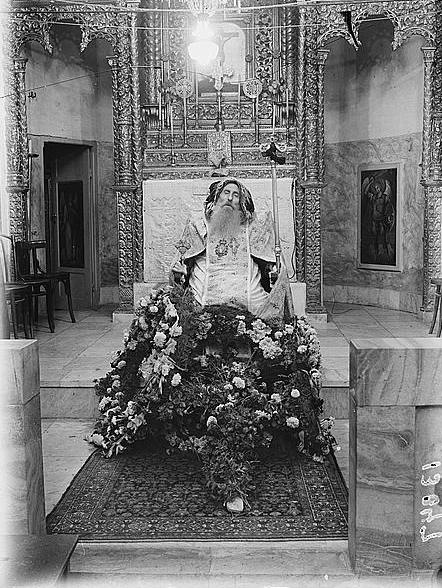
Vescovo siriano (ca. 1945).

Le prime foto post mortem raffiguravano solamente il viso o il busto ma raramente includevano la bara. Nel periodo dal 1840 al 1860 era di uso posizionare il cadavere in un divano, con gli occhi chiusi e la testa appoggiata a un cuscino, in modo da sembrare addormentato in un sonno profondo.
Negli anni a seguire si iniziò a rappresentare i cadaveri come se fossero in vita, seduti sulle sedie e con gli occhi aperti; i bambini, invece, sono spesso mostrati mentre riposano su un divano o in una culla, a volte con un giocattolo preferito o con degli animali domestici. I bambini molto piccoli venivano sovente fotografati nelle braccia della madre.
L'effetto della vita a volte è stato rafforzato aprendo gli occhi o dipingendoli sulle palpebre e le guance del cadavere venivano talvolta dipinte di rosa in seguito. 
Successivamente le foto post mortem si limitarono solamente a mostrare il soggetto in una bara, tralasciando la componente realistica della foto.
Questo tipo di fotografia è ancora praticata in alcune regioni del mondo, come l'Europa orientale e più in generale tra i fedeli delle chiese europee orientali sono diffuse foto di santi situati nelle loro bare. Ancora oggi nei cimiteri è possibile vedere questo genere di foto: esse ritraggono generalmente bambini morti pochi giorni dopo il parto.

## Influenze culturali
- Nel film The Others la protagonista trova in casa un album fotografico di persone morte e fotografate come se fossero vive.
- Nel film Il messaggero - The Haunting in Connecticut la casa dove il protagonista va ad abitare con la famiglia era una camera mortuaria dove venivano fatte queste fotografie; nel film ne compaiono molte.
- Nel film Survival of the Dead - L'isola dei sopravvissuti il proprietario dell'isola ha alcune di queste fotografie.
- Nel film Blancanieves i familiari del defunto Villalta si fanno foto con il suo cadavere.
- Nel film Lady Macbeth la protagonista si fa scattare una foto di fianco al suocero morto all'interno della bara (posta in verticale)
- Nel film Post Mortem il protagonista Tomás è un fotografo post mortem.